# Lagoa do Junco (Praia da Vitória)
A Lagoa do Junco é uma lagoa portuguesa localizada na ilha açoriana da Terceira, arquipélago dos Açores, no município da Praia da Vitória.
Esta lagoa encontra-se no sopé do Complexo desmantelado da Serra do Cume, numa zona de extensas pastagens localizadas na Planície da Achada que se estendem deste esta serra até à Serra do Morião para Ponte. Esta lagoa tem fortes características sazonais. As suas águas provém na grande totalidade das encostas da Serra do Cume.